# Cantone di Royan-Ovest
Il Cantone di Royan-Ovest era una divisione amministrativa dell'arrondissement di Rochefort.
A seguito della riforma approvata con decreto del 27 febbraio 2014, che ha avuto attuazione dopo le elezioni dipartimentali del 2015, è stato soppresso.

## Composizione
Comprendeva parte della città di Royan e i comuni di:
- Breuillet
- L'Éguille
- Mornac-sur-Seudre
- Saint-Palais-sur-Mer
- Saint-Sulpice-de-Royan
- Vaux-sur-Mer